# Козио-ди-Арроша
Козио-ди-Арроша (итал. Cosio di Arroscia) — коммуна в Италии, располагается в регионе Лигурия, в провинции Империя.
Население составляет 261 человек (2008 г.), плотность населения составляет 6 чел./км². Занимает площадь 41 км². Почтовый индекс — 18023. Телефонный код — 0183.
Покровителем коммуны почитаются святые апостолы 
Пётр и Павел, празднование 29 июня.

## Демография
Динамика населения:

## Администрация коммуны
- Официальный сайт: http://www.comune.cosiodarroscia.im.it/default.asp Архивная копия от 10 апреля 2009 на Wayback Machine